# فرحان محبوب
فرحان محبوب (اردو: فرحان محبوب؛ زادهٔ ۲۳ اکتبر ۱۹۸۸) اسکواش‌باز اهل پاکستان است.